# Dermolepida undatum
Dermolepida undatum är en skalbaggsart som beskrevs av Brenske 1895. Dermolepida undatum ingår i släktet Dermolepida och familjen Melolonthidae. Inga underarter finns listade i Catalogue of Life.